# 10266 Vladishukhov
A 10266 Vladishukhov (ideiglenes jelöléssel 1978 SA7) a Naprendszer kisbolygóövében található aszteroida. Ljudmila Vasziljevna Zsuravljova fedezte fel 1978. szeptember 26-án.